# Roskildski samostan
Samostan sv. Katarine (Roskilde Kloster) je bil danski samostan dominikanskih bratov v Roskildeju na Danskem. Ustanovljen je bil leta 1231 in razpuščen med reformacijo. Leta 1699 je zasebna hiša, ki je nadomestila samostan, postala luteranska Roskilde Adelige Jomfrukloster (danes znana kot Roskilde Kloster), ženska univerzitetna ustanova.
Roskilde je bil tudi kraj samostana sv. Agneze (Skt. Agnete Kloster), ki je bil ločen ženski samostan dominikanskega reda. Deloval je od leta 1264, dokler ga ni prevzela krona in se zaprl v času danske reformacije.

## Samostan sv. Katarine
Dominikanci so ustanovili samostan sv. Katarine v Roskildeju (starodavna prestolnica Danske in sedež najpomembnejše danske škofije, škofije Roskilde ali Zelandije) leta 1231. Viri za dominikanski samostan v Roskildeju so redki, vendar je jasno, da je bil Roskilde med dominikanskimi hišami v Skandinaviji v srednjem veku za Lundom na drugem mestu. Večkrat je bil iz Roskildeja izvoljen predstojnik deželnega reda, prior provincial.
Imenovanih je le nekaj bratov. Pater Bo je imenovan v pismu iz leta 1267, ki je povezano s konfliktom med nadškofom Jakobom Erlandsenom in kraljem Valdemarjem. Pater Bo je bil izobčen zaradi kršitve dekreta o interdiktu, ki ga je določil nadškof. Prior Petrus Brackæ je leta 1312 dal vse svoje posvetne posesti opatiji Sorø in nato postal dominikanec v Roskileju. Morda je bil najpomembnejši dominikanski pater iz Roskilda Johan Nyborg, ki je bil leta 1330 imenovan za škofa sedeža v Roskildu.
Največji pokrovitelj dominikanskih bratov iz Roskildeja je bila izjemno močna vdova vojvodinja Ingeborg (1301-okoli 1360), mati švedskega in norveškega kralja Magnusa IV. v njeni oporoki.
Glavno delo bratov je bilo pridiganje in poučevanje, zato se domneva, da je bila neka šola del dolžnosti samostana v Roskildeju, morda v povezavi z mestno stolnično šolo. Črni bratje, kot so bili znani, so bili beraški red, kar pomeni, da so se zanašali na donacije, da so imeli hrano na mizi, goreče sveče in delo bratov. Bratje Roskilde so sčasoma vzpostavili tesno povezavo s stolnim kapitljem v mestu, kar jih je do neke mere izoliralo od upadanja in toka dogodkov v burnem srednjem veku na Danskem. Potem ko je bil zgrajen samostan sv. Agneze za dominikanske nune, so bratje postali odgovorni tudi za tam potrebne duhovniške funkcije.
Nekaj podrobnosti je znanih o samostanskih stavbah, ki so bile postavljene nekoliko severno od sodobnega samostana Roskilde Kloster, vendar so jih sestavljale zidana cerkev, posvečena sveti Katarini leta 1254, dormitorij, skriptorij, refektorij in vrt, ki je vključeval sadovnjak jablan. Severno od stavb so imeli bratje izvir in do leta 1329 so zgradili jezove za vsaj en mlin. Priorat je imel v lasti tudi vsaj eno kmetijo izven Roskildeja, pri Slagelseju.

### Razpustitev
Reformacija je končala samostan sv. Katarine. Leta 1532 je samostan prodal kmetijo v Slagelseju zaradi velike potrebe skupnosti. Leta 1536 je Danska postala uradno luteranska, zavračala je vse katoliške ustanove in večino tradicij. Kristjan III. Danski, ki je skupaj s številnimi Danci nasprotoval nenehnim zahtevam sredstev beraških redov, je leta 1537 ukazal zaprtje samostana in dominikanske brate so izgnali. Mnogi so preprosto opustili svoje navade in postali prebivalci Roskilde. Drugi so pobegnili z Danske na jug v Nemčijo v iskanju novih verskih hiš, kjer bi lahko živeli svoje življenje brez motenj.
Samostan s cerkvijo je leta 1557 porušilo mesto Roskilde na neposredni ukaz kralja. Lokacija je bila prazna do leta 1565, ko je lokalni plemič Mogens Godske na tem mestu zgradil hišo, ki jo je poimenoval Kmetija črnih bratov (Sortebrødregård) po dominikancih, ki so to mesto zasedali več sto let. Ženski samostan, ki je postal last krone, je bil leta 1579 zravnan z zemljo, opeka pa odnesena s kraljevim dovoljenjem.

## Roskilde Adelige Jomfrukloster
Dvorec Godskeja je bil večkrat povečan in leta 1699 je bil na pobudo plemiča Berteja Skeela, lastnika Selsøja (Selsø Slot), spremenjen v luteransko kolegialno ustanovo za neporočene plemkinje Roskilde Adelige Jomfrukloster.
Leta 1974 je bila združena z enakovredno ustanovo v Odenseju, Odense Adelige Jomfrukloster, ki jo je leta 1716 ustanovila Karen Brahe in je zdaj znana preprosto kot Roskilde Kloster.